# Michael Ryder
Michael Wayne Glen Ryder, född 31 mars 1980 i Bonavista, Newfoundland och Labrador, är en kanadensisk före detta professionell ishockeyforward. 1998 blev han draftad av Montreal Canadiens som 216:e spelare totalt. 2010–11 vann Ryder Stanley Cup med Boston Bruins.
Under strejkåret i NHL 2004–05 spelade Michael Ryder framgångsrikt för Leksands IF i Hockeyallsvenskan. Han gjorde 34 mål och 27 assist för totalt 61 poäng på 42 matcher och var med och sköt upp dalalaget i Elitserien.
Ryders offensiva vapen är framförallt hans vassa handledsskott.

## Statistik

### Klubbkarriär
| 1997–98      | Olympiques de Hull       | LHJMQ        | 69  | 34  | 28  | 62  | -9  | 41  | 10 | 4  | 2  | 6  | —  | 4  |
| 1998–99      | Olympique de Hull        | LHJMQ        | 69  | 44  | 43  | 87  | +7  | 65  | 23 | 20 | 16 | 36 | —  | 39 |
| 1999–00      | Olympiques de Hull       | LHJMQ        | 63  | 50  | 58  | 108 | +26 | 50  | 15 | 11 | 17 | 28 | +6 | 28 |
| 2000–01      | Tallahassee Tiger Sharks | ECHL         | 5   | 4   | 5   | 9   | +2  | 6   | —  | —  | —  | —  | —  | —  |
| 2000–01      | Citadelles de Québec     | AHL          | 61  | 6   | 9   | 15  | -5  | 14  | —  | —  | —  | —  | —  | —  |
| 2001–02      | Mississippi Sea Wolves   | ECHL         | 20  | 14  | 13  | 27  | 0   | 2   | —  | —  | —  | —  | —  | —  |
| 2001–02      | Citadelles de Québec     | AHL          | 50  | 11  | 17  | 28  | +17 | 9   | 3  | 0  | 1  | 1  | 0  | 2  |
| 2002–03      | Hamilton Bulldogs        | AHL          | 69  | 34  | 33  | 67  | +15 | 43  | 23 | 6  | 11 | 17 | +7 | 8  |
| 2003–04      | Montreal Canadiens       | NHL          | 81  | 25  | 38  | 63  | +10 | 26  | 11 | 1  | 2  | 3  | -5 | 4  |
| 2004–05      | Leksands IF              | HA           | 42  | 34  | 27  | 61  | 30  | 32  | —  | —  | —  | —  | —  | —  |
| 2005–06      | Montreal Canadiens       | NHL          | 81  | 30  | 25  | 55  | -5  | 40  | 6  | 2  | 3  | 5  | -4 | 0  |
| 2006–07      | Montreal Canadiens       | NHL          | 82  | 30  | 28  | 58  | -25 | 60  | —  | —  | —  | —  | —  | —  |
| 2007–08      | Montreal Canadiens       | NHL          | 70  | 14  | 17  | 31  | -4  | 30  | 4  | 0  | 0  | 0  | +1 | 2  |
| 2008–09      | Boston Bruins            | NHL          | 74  | 27  | 26  | 53  | 28  | 26  | 11 | 5  | 8  | 13 | +4 | 8  |
| 2009–10      | Boston Bruins            | NHL          | 82  | 18  | 15  | 33  | 3   | 35  | 13 | 4  | 1  | 5  | -4 | 2  |
| 2010–11      | Boston Bruins            | NHL          | 79  | 18  | 23  | 41  | -1  | 26  | 25 | 8  | 9  | 17 | 8  | 8  |
| 2011–12      | Dallas Stars             | NHL          | 82  | 35  | 27  | 62  | 17  | 46  | —  | —  | —  | —  | —  | —  |
| 2012–13      | Dallas Stars             | NHL          | 19  | 6   | 8   | 14  | 4   | 8   | —  | —  | —  | —  | —  | —  |
| 2012–13      | Montreal Canadiens       | NHL          | 27  | 10  | 11  | 21  | -2  | 8   | 5  | 1  | 1  | 2  | 0  | 2  |
| 2013–14      | New Jersey Devils        | NHL          | 82  | 18  | 16  | 34  | -6  | 18  | —  | —  | —  | —  | —  | —  |
| NHL totalt   | NHL totalt               | NHL totalt   | 759 | 231 | 234 | 465 | +19 | 323 | 75 | 21 | 24 | 45 | 0  | 26 |
| AHL totalt   | AHL totalt               | AHL totalt   | 180 | 51  | 59  | 110 | +27 | 66  | 26 | 11 | 7  | 18 | +7 | 10 |
| ECHL totalt  | ECHL totalt              | ECHL totalt  | 25  | 18  | 18  | 36  | +2  | 8   | —  | —  | —  | —  | —  | —  |
| QMJHL totalt | QMJHL totalt             | QMJHL totalt | 201 | 128 | 129 | 257 | +24 | 156 | 48 | 35 | 35 | 70 | —  | 71 |

### Internationellt
| År            | Lag           | Turnering     |               | Matcher | Mål | Assist | Poäng | Utv |
| ------------- | ------------- | ------------- | ------------- | ------- | --- | ------ | ----- | --- |
| 2000          | Kanada        | JVM           | 7             | 1       | 3   | 4      | 6     |     |
| Junior totalt | Junior totalt | Junior totalt | Junior totalt | 7       | 1   | 3      | 4     | 6   |